# Nederlandse kampioenschappen schaatsen afstanden 2015 - 5000 meter vrouwen
De 5000 meter vrouwen op de Nederlandse kampioenschappen schaatsen afstanden 2015 werd gehouden op 2 november 2014 in Thialf in Heerenveen. Titelverdedigster was Yvonne Nauta, die de titel pakte tijdens de Nederlandse kampioenschappen schaatsen afstanden 2014. 

## Uitslag
| #      | Schaatser              | Tijd    |
| ------ | ---------------------- | ------- |
| Goud   | Carien Kleibeuker      | 7.00,67 |
| Zilver | Carlijn Achtereekte    | 7.02,45 |
| Brons  | Jorien Voorhuis        | 7.03,54 |
| 4      | Yvonne Nauta           | 7.03,60 |
| 5      | Diane Valkenburg       | 7.04,14 |
| 6      | Rixt Meijer            | 7.05,87 |
| 7      | Antoinette de Jong     | 7.05,95 |
| 8      | Lisa van der Geest     | 7.07,97 |
| 9      | Irene Schouten         | 7.08,18 |
| 10     | Jade van der Molen     | 7.10,52 |
| 11     | Linda de Vries         | 7.10,86 |
| 12     | Annouk van der Weijden | 7.14,96 |
| 13     | Marije Joling          | 7.19,39 |
| 14     | Imke Vormeer           | 7.20,23 |